# 2520 (číslo)
Dva tisíce pět set dvacet je přirozené číslo. Následuje po čísle dva tisíce pět set devatenáct a předchází číslu dva tisíce pět set dvacet jedna. Římskými číslicemi se zapisuje MMDXX a řeckými číslicemi β'φκ.

## Matematika
2520 je:
- Abundantní číslo
- Složené číslo
- Nešťastné číslo
- Nejmenší číslo, které je dělitelné všemi jednocifernými čísly (další taková jsou např. čísla 5040, 7560, 10 080 atd.)

## Astronomie
- (2520) Novorossijsk je planetka hlavního pásu, kterou objevil v roce 1976 Nikolaj Černych

## Roky
- 2520
- 2520 př. n. l.